# Mosaic (browser)
Mosaic was de eerste populaire grafische webbrowser voor het World Wide Web. Het was de eerste browser die afbeeldingen kon integreren in de tekst, in plaats van deze te tonen in een apart venster. De browser was gratis voor privégebruik, betrouwbaar en makkelijk te installeren en te gebruiken. Met Mosaic konden tevens documenten worden afgebeeld die werden opgehaald via andere internetprotocollen zoals Gopher en FTP.
Mosaic was geschreven door het Amerikaanse National Center for Supercomputing Applications (NCSA). Het werd eind 1992 ontwikkeld door NCSA en officieel uitgebracht in april 1993. De doorbraak van het web als populairste internettoepassing (naast e-mail) wordt vaak aan Mosaic toegeschreven. De opvolgers van Mosaic als populairste browser voor Microsoft Windows, achtereenvolgens Netscape en Microsoft Internet Explorer, gebruikten voor hun eerste versies Mosaic als basis.
De ontwikkeling en ondersteuning van Mosaic werd gestopt in 1997 bij versie 3.0. Deze versie kan wel een internetpagina laten zien, maar heeft niet de nieuwste uitbreidingen waardoor pagina's geschreven in een moderne HTML niet goed getoond worden.